# شريف علي
الشريف علي (و. القرن 15 – 1432 م) هو سياسي من بروناي، ولد في الطائف، توفي في بندر سري بكاوان.

## نسبه
شريف علي بن محمد بن بركات بن الحسن بن عجلان بن رميثة بن محمد أبو نمي بن الحسن بن علي بن قتادة بن إدريس بن مطاعن بن عبد الكريم بن عيسى بن الحسين بن سليمان بن علي بن عبد الله بن محمد الثائر بن موسى الثاني بن عبد الله الرضا بن موسى الجون بن عبد الله المحض بن الحسن المثنى بن الحسن السبط بن الإمام علي بن أبي طالب، والإمام علي زوج فاطمة بنت محمد ﷺ.

## مناصب
صار الشريف علي سلطانًا لبروناي سنة 1425، وذلك بعد وفاة حميه السلطان أحمد دون أن يعقب خلفًا من الذكور.